# Happy Valley (Oregon)
Happy Valley – miasto w Stanach Zjednoczonych, w stanie Oregon, w hrabstwie Clackamas.